# 세포독성
세포독성(細胞毒性, 영어: cytotoxicity)은 세포에 대한 독성이다. 독성 작용제로는 이를테면 화학 물질, 면역 세포, 일부 종류의 베놈(venom, 뱀 등의 독성)을 들 수 있다.

## 면역계 세포독성
항체의존성세포매개성세포독성(ADCC, Antibody-dependent cell-mediated cytotoxicity)은 특정한 림프구의 세포를 죽이는 독성을 가리키며 항체로 구별되는, 대상이 되는 세포가 필요하다. 한편 림프구의존성세포독성(Lymphocyte-mediated cytotoxicity)은 항체 의존, 보체계 의존(CDC, complement-dependent cytotoxicity)의 필요성이 없다.
세포독성 림프구의 세 그룹은 다음과 같이 구별한다:
- 세포독성 T세포
- 자연 살해 세포
- 자연 살해 T세포

## 같이 보기
- 뱀독